# 陈国强 (綦江)
陈国强，中华人民共和国政治人物、全国脱贫攻坚先进个人。

## 生平
陈国强任綦江区石壕镇扶贫办主任，镇农业服务中心主任。因在脱贫攻坚战中作出突出贡献，2021年2月25日全国脱贫攻坚总结表彰大会上，陈国强被授予“全国脱贫攻坚先进个人”。